# Martin Max
Martin Max (Tarnowskie Góry/Tarnowitz, Volksrepubliek Polen, 7 augustus 1968) is een voormalig Duits voetballer, van Silezische afkomst. Hij speelde op het veld als aanvaller. Gedurende zijn hele professionele voetbalcarrière kwam Max uit in het Duitse betaalde voetbal. Twee keer was hij zo succesvol als spits dat hij topscorer van de Bundesliga werd. Dit was in 2000 en 2002 en daar dankte hij ook zijn uitnodiging voor het Duits voetbalelftal aan. In 2004 sloot Martin Max zijn carrière af bij Hansa Rostock. Tegenwoordig organiseert hij voetbalkampen voor jonge voetballers.

## Borussia Mönchengladbach
Martin Max werd geboren en groeide op in Polen. Daar was ook de eerste voetbalclub waar hij kwam te spelen, namelijk bij Rodło Górniki Bytom. In zijn tienerjaren verhuisde naar Duitsland en kwam daar te spelen bij FC Recklinghausen. In 1989 maakte Max de overstap naar zijn eerste betaaldvoetbalclub. Dit was bij Borussia Mönchengladbach, waar hij onder anderen samen kwam te spelen met zijn landgenoot Stefan Effenberg, de Noor Kjetil Rekdal en de Oekraïner Ihor Bilanov. Zijn debuut in het professionele voetbal maakte Martin Max al direct op de eerste speeldag van het seizoen 1989/1990. Hij stond in de basis, maar desondanks kon hij bij zijn debuut zijn club niet behoeden van een nederlaag. Borussia Mönchengladbach verloor met 2-1 van 1. FC Kaiserslautern. Verder dat seizoen had Max geen basisplaats en speelde hij nog maar tien wedstrijden. Zijn tweede seizoen was dat wel anders. Van de 34 wedstrijden speelde Max er 30. Daarnaast scoorde hij zijn eerste doelpunt in het betaald voetbal. Op 15 september 1990 scoorde Max de 1-1 in de competitiewedstrijd tegen Eintracht Frankfurt. Voor Martin Max persoonlijk was zijn laatste seizoen bij Borussia Mönchengladbach, 1994/1995, zijn minst succesvolle. In de 20 wedstrijden die hij speelde, scoorde hij geen enkele keer. Hij kwam dan ook pas vaak als wissel in de tweede helft binnen de lijnen. Zijn basisplaats had hij af moeten staan aan spelers als Martin Dahlin en Heiko Herrlich. Met Gladbach bereikte hij daarentegen zijn grootste succes gedurende zijn periode bij de club. Door in de finale VfL Wolfsburg te verslaan met 3-0 won Borussia namelijk de DFB-Pokal. Vanwege zijn teleurstellende spel speelde Max echter niet mee in de finale. Daarnaast moest hij ook de club verlaten. Voor Borussia Mönchengladbach speelde Martin Max in totaal 142 competitiewedstrijden. Daarin scoorde hij 22 keer.

## Schalke 04
Om zijn carrière nieuw leven in te blazen maakte Max in de zomer van 1995 de overstap van Borussia Mönchengladbach naar het uit Gelsenkirchen afkomstige Schalke 04. Bij de club uit het Ruhrgebied raakte Martin Max weer op dreef. Zijn competitiedebuut voor Schalke maakte hij in een wedstrijd tegen 1. FC Köln, die met 1-0 gewonnen werd door een doelpunt van de Nederlander Youri Mulder. Max scoorde zelf voor het eerst voor de club tegen Hansa Rostock. Dat seizoen zou hij nog tien keer scoren. Rond dat niveau bleef de Duitser spelen voor Schalke gedurende de rest van zijn tijd bij Schalke. Ook in de UEFA Cup van het seizoen 1996/97 was Max belangrijk. Hij scoorde drie doelpunten en speelde ook mee in beide finalewedstrijden, waarvoor Schalke zich had geplaatst. Nadat Schalke in Gelsenkirchen met 1-0 had gewonnen, werd er in Milaan met 1-0 verloren. Daardoor kwam het aan op strafschoppen. Max nam de derde voor Schalke 04 en scoorde deze. Doordat de Duitsers geen van hun penalty's misten, terwijl Internazionale tot tweemaal toe niet wist raak te schieten, won Schalke 04 dat seizoen de UEFA Cup. Het seizoen 1998/99 zou het laatste zijn dat Max bij Schalke 04 zou spelen. Daarna maakte hij de overstap naar een andere Duitse club. Voor Schalke speelde hij in totaal 109 wedstrijden. 33 keer wist hij daarbij het doel te treffen.

## 1860 München
In 1999 maakte Martin Max de overstap van Schalke 04 naar TSV 1860 München. Daar kwam hij samen te spelen met de Nederlander Gerald Vanenburg. Meteen zijn eerste seizoen bij de club was Martin Max erg belangrijk. Hij scoorde negentien keer en werd daardoor de topscorer van de Bundesliga. Mede dankzij zijn goede prestaties eindigde 1860 München dat seizoen als vierde in de competitie. Daardoor mocht de club spelen in de voorrondes van de Champions League, het hoogste Europese voetbaltoneel, het seizoen daarop. Daarin werd de club echter uitgeschakeld door het Engelse Leeds United. Martin Max zou in 2002 voor de tweede keer in zijn carrière topscorer worden van de Bundesliga. Dit keer moest hij echter deze eer delen met de Braziliaan Márcio Amoroso, die voor Borussia Dortmund 20 doelpunten scoorde. Dankzij deze goede prestaties mocht Max zich dat jaar melden bij het Duits voetbalelftal. Tot en met het seizoen 2002/2003 bleef Max deel uitmaken van de selectie van 1860 München. Toen hij daarna de club verliet was dat een zware aderlating voor de Beierse vereniging. Gedurende de tijd dat Max onder contract stond eindigde de club namelijk telkens in de middenmoot of zelfs de subtop. Direct het seizoen na het vertrek van de aanvaller werd degradeerde 1860 München echter. Martin Max scoorde 47 doelpunten voor 1860 München. Hiervoor had hij 112 competitiewedstrijden voor nodig.

## Hansa Rostock
Op 35-jarige leeftijd maakte Martin Max de overstap van 1860 München naar Hansa Rostock. Ondanks zijn leeftijd was hij heel erg belangrijk voor de club uit de havenstad. Voor Hansa wist hij twintig keer te scoren, waardoor hij op twee na weer topscorer zou zijn geworden. Rostock eindigde op een comfortabele negende positie in de competitie, ondanks dat de club van tevoren als degradatiekandidaat gold. Max hield het echter maar bij één seizoen bij de club. In 2004 nam hij afscheid van het betaald voetbal. Voor Hansa Rostock speelde Martin Max 33 competitiewedstrijden.

## Interlandcarrière
Ondanks dat Martin Max twee keer topscorer is geworden van de Bundesliga, mocht hij toch maar slechts één keer meespelen met het nationale elftal van Duitsland. Dit was in 2002 in een wedstrijd tegen Argentinië. In de 48ste minuut scoorde Juan Pablo Sorín in Stuttgart de 0-1 tegen Duitsland. Martin Max werd in de 84ste minuut erin gebracht voor Torsten Frings, maar hij kon niet verhelpen dat Duitsland de wedstrijd met 1-0 verloor. Hierna werd Max niet meer opgeroepen, waardoor hij op één interland bleef staan.

## Trivia
Max is de vader van voetballer Philipp Max, die onder meer speelde voor PSV en het Duits voetbalelftal.

## Erelijst
- Vice-kampioen DFB-Pokal: 1992 (Borussia Mönchengladbach)
- DFB-Pokal: 1995 (Borussia Mönchengladbach)
- UEFA Cup: 1997 (Schalke 04)
- Topscorer Bundesliga: 2000, 2002 (TSV 1860 München)